# لیگ ملی فوتبال لوکزامبورگ
 لیگ ملی فوتبال لوکزامبورگ  (به لوکزامبورگی: Nationaldivisioun) معتبرترین لیگ فوتبال در کشور لوکزامبورگ است که از سال ۱۹۱۰ تاکنون برگزار می‌شود. این لیگ از ۱۴ تیم که از سراسر کشور لوکزامبورگ در آن شرکت می‌کنند برگزار می‌شود.
باشگاه Jeunesse Esch با ۲۸ قهرمانی پرافتخارترین تیم این سری مسابقات به حساب می‌آید.

## پرافتخارترین باشگاه‌ها
| باشگاه                  | قهرمانی |
| ----------------------- | ------- |
| Jeunesse Esch           | ۲۸      |
| سی‌ای اسپورتا لوکزامبورگ | ۱۱      |
| اف۹۱ دودلانژ            | ۱۱      |
| استید دودلانژ           | ۱۰      |